# Lijst van stadions
Hieronder staat een lijst van stadions:

## Voetbalstadions
De lijst is alfabetisch gerangschikt per land, en dan volgens de naam van het stadion.

### Argentinië
- Estádio Presidente Juan Domingo Perón (Avellaneda, Racing Club de Avellaneda)
- El Monumental (Buenos Aires, River Plate)
- Estadio Dr. José Luis Meiszner (Quilmes, Quilmes Atlético Club)
- Estadio Gigante de Arroyito (Rosario, Rosario Central)
- Estadio Jorge Luis Hirschi (La Plata, Estudiantes de la Plata)
- Estadio José Amalfitani (Buenos Aires, CA Vélez Sársfield)
- Estadio Tomás Adolfo Ducó (Buenos Aires, Club Atlético Huracán)
- La Bombonera (Buenos Aires, Boca Juniors)

### Aruba
- Stadion Guillermo Prospero Trinidad (Oranjestad)
- Centro Deportivo Frans Figaroa (Noord)
- Joe Laveist Sport Park (San Nicolas)

### Australië
- Sydney Football Stadium (Sydney FC)
- Bluetongue Stadium (Central Coast Mariners)
- Newcastle International Sports Centre (Newcastle United Jets)
- Hindmarsh Stadium (Adelaide United)
- Melbourne Rectangular Stadium (Melbourne City FC, Melbourne Victory)
- Perth Oval (Perth Glory)
- Western Sydney Stadium (Western Sydney Wanderers)
- Skilled Park (Gold Coast United FC)
- Suncorp Stadium (Brisbane Roar FC)
- Wellington Regional Stadium (Wellington Phoenix FC)

### Azerbeidzjan
- Olympisch Stadion Bakoe (Bakoe)
- Tofikh Bakhramovstadion (Bakoe)
- Stadsstadion Gandja (Gandja)
- Mehdi Huseynzadestadion (Sumqayıt)
- Stadsstadion Lankaran (Lənkəran)

### België
- AFAS-stadion Achter de Kazerne (KV Mechelen)
- Bosuilstadion (Antwerp FC)
- Burgemeester Van de Wielestadion (KMSK Deinze)
- Constant Vanden Stockstadion (RSC Anderlecht)
- Crackstadion (KVK Ieper)
- Daknamstadion (KSC Lokeren)
- Edmond Machtensstadion (FC Brussels)
- Freethielstadion (SK Beveren)
- Gemeentelijk Parkstadion (Rupel Boom FC)
- Gemeentelijk Sportcentrum (KSK Heist)
- Ghelamco Arena (KAA Gent)
- Guldensporenstadion (KV Kortrijk)
- Herman Vanderpoortenstadion (Lierse Kempenzonen)
- Jan Breydelstadion (Club Brugge en Cercle Brugge)
- Jules Ottenstadion (KAA Gent)(afgebroken)
- Jules Matthijsstadion (SV Zottegem)
- Julien Bergéstadion (KVK Tienen)
- Kehrwegstadion (KAS Eupen)
- King Power at Den Dreef Stadion (OH Leuven)
- Koning Boudewijnstadion (Brussel)
- Le Canonnier (Royal Excel Moeskroen)
- Leunenstadion (Verbroedering Geel-Meerhout)
- Luminus Arena (Racing Genk)
- Marcel De Kerpelstadion (Standaard Wetteren)
- Minneplein (KVK Ieper)
- Olympisch Stadion (KFCO Beerschot Wilrijk)
- Oscar Vankesbeeckstadion (Racing Mechelen)
- Pierre Cornelisstadion (Eendracht Aalst)
- Puyenbekestadion
- Regenboogstadion (SV Zulte Waregem)
- Schierveldestadion (KSV Roeselare)
- Stayen (Sint-Truiden VV)
- Stade Charles Tondreau (RAEC Mons)
- Stade de la Cité de l'Oie (RCS Visé)
- Stade du Pays de Charleroi (Sporting Charleroi)
- Stade du Tivoli (UR La Louvière Centre)
- Stade Leburton (AFC Tubize)
- Stade Luc Varenne (RFC Tournai)
- Stade Maurice Dufrasne (Standard Luik)
- Stade Vedette (Boussu Dour Borinage)
- Stade Yvan Georges (RE Virton)
- Stadsparkstadion (KV Turnhout)
- Stedelijk Sportstadion (KVSK United)
- Stedelijk Sportstadion De Warande (KFC Diest)
- 't Kuipje (KVC Westerlo)
- Van Roystadion (FCV Dender EH)
- Versluys Arena (KV Oostende)

### Bolivia
- Estadio Félix Capriles (Cochabamba)
- Estadio Ramón Tahuichi Aguilera (Santa Cruz de la Sierra)

### Brazilië
- Arena Amazônia (Manaus)
- Barradão (Salvador)
- Colosso de Arruda (Recife)
- Estádio Major Antônio Couto Pereira (Curitiba)
- Estádio de São Januário (Rio de Janeiro)
- Estadio Mineirão (Belo Horizonte)
- Estadio Municipal Anacleto Campanella (São Caetano do Sul)
- Estadio Olimpico Monumental (Porto Alegre)
- Estádio Orlando Scarpelli (Florianópolis)
- Gigante de Beira-Rio (Porto Alegre)
- Kyocera Arena (Curitiba)
- Maracanã (Rio de Janeiro)
- Morumbi (São Paulo)
- Pacaembu (São Paulo)
- Parque Antarctica (São Paulo)
- Vila Belmiro (Santos)
- Arena Barueri (São Paulo)

### Chili
- Estadio Bicentenario de La Florida (Santiago)
- Estadio CAP (Talcahuano)
- Estadio Carlos Dittborn (Arica)
- Estadio El Cobre (El Salvador)
- Estadio El Teniente (Rancagua)
- Estadio Francisco Sánchez Rumoroso (Coquimbo)
- Estadio La Portada (La Serena)
- Estadio Monumental David Arellano (Santiago)
- Estadio Municipal de Calama (Calama)
- Estadio Municipal de Concepción (Concepción)
- Estadio Municipal de San Felipe (San Felipe)
- Estadio Municipal Germán Becker (Temuco)
- Estadio Municipal Lucio Fariña Fernández (Quillota)
- Estadio Municipal Nelson Oyarzún Arenas (Chillán)
- Estadio Nacional (Santiago)
- Estadio Regional de Antofagasta (Antofagasta)
- Estadio Regional Chiledeportes (Valparaíso)
- Estadio San Carlos de Apoquindo (Santiago)
- Estadio Santa Laura (Santiago)
- Estadio Sausalito (Viña del Mar)
- Estadio Tierra de Campeones (Iquique)

### China
- Arbeidersstadion
- Development Arena Stadium
- Hongkou Voetbalstadion
- Jinshanstadion
- Jinzhoustadion
- Olympisch sportcentrum
- Qinhuangdao olympisch stadion
- Shanghaistadion
- Shenyang olympisch stadion
- Tianhestadion
- Tianjin olympisch stadion
- Xinhua Road Sports Center

### Colombia
- Estadio Alfonso López (Bucaramanga)
- Estadio Atanasio Girardot (Medellín)
- Estadio Centenario (Armenia)
- Estadio Departamental Libertad (Pasto)
- Estadio Deportivo Cali (Cali)
- Estadio Eduardo Santos (Santa Marta)
- Estadio El Campín (Bogotá)
- Estadio General Santander (Cúcuta)
- Estadio Guillermo Plazas Alcid (Neiva)
- Estadio Hernán Ramírez Villegas (Pereira)
- Estadio Manuel Murillo Toro (Ibagué)
- Estadio Metropolitano Roberto Meléndez (Barranquilla)
- Estadio Palogrande (Manizales)
- Estadio Pascual Guerrero (Cali)
- Estadio Romelio Martínez (Barranquilla)

### Curaçao
- Ergilio Hatostadion (Willemstad)
- Tio Daou Ball Park (Willemstad)

### Duitsland
- Allianz Arena (München)
- Alte Försterei (Berlijn)
- BayArena (Leverkusen)
- Bieberer Berg Stadion (Offenbach am Main)
- Borussia-Park (Mönchengladbach)
- Deutsche Bank Park (Frankfurt am Main)
- Donaustadion (Ulm)
- Eintracht-Stadion (Braunschweig)
- Erzgebirgsstadion (Aue)
- Fritz Walter Stadion (Kaiserslautern)
- HDI-Arena (Hannover)
- Home Deluxe Arena (Paderborn)
- Ludwigsparkstadion (Saarbrücken)
- Max-Morlock-Stadion (Neurenberg)
- MDCC-Arena (Maagdenburg)
- MHPArena (Stuttgart)
- Merkur Spiel-Arena (Düsseldorf)
- Millerntor-Stadion (Hamburg)
- Olympiastadion (Berlijn)
- Olympiastadion (München)
- Ostseestadion (Rostock)
- RheinEnergie Stadion (Keulen)
- Rosenaustadion (Augsburg)
- Rudolf-Harbig-Stadion (Dresden)
- Schauinsland-Reisen-Arena (Duisburg)
- SchücoArena (Bielefeld)
- Schwarzwald-Stadion (Freiburg im Breisgau)
- Signal Iduna Park (Dortmund)
- Sportpark Ronhof (Fürth)
- Stadion am Bruchweg (Mainz)
- Stadion an der Hafenstraße (Essen)
- Stadion der Freundschaft (Cottbus)
- Stadion Niederrhein (Oberhausen)
- Stadion Oberwerth (Koblenz)
- Tivoli (Aken)
- Veltins Arena (Gelsenkirchen)
- Volksparkstadion (Hamburg)
- Volkswagen Arena (Wolfsburg)
- Vonovia Ruhrstadion (Bochum)
- Wacker-Arena (Burghausen)
- Wersestadion (Ahlen)
- Weserstadion (Bremen)
- Wildparkstadion (Karlsruhe)
- Zentralstadion (Leipzig)

### Ecuador
- Estadio 9 de Mayo (Machala)
- Estadio Alejandro Serrano Aguilar (Cuenca)
- Estadio Bellavista (Ambato)
- Estadio La Caldera del Sur (Quito)
- Estadio Federativo (Azogues)
- Estadio Federativo Reina del Cisne (Loja)
- Estadio de Liga Deportiva Universitaria (Quito)
- Estadio Modelo Alberto Spencer Herrera (Guayaquil)
- Estadio Monumental Isidro Romero Carbo (Guayaquil)
- Estadio Olímpico Atahualpa (Quito)
- Estadio Olímpico de Riobamba (Riobamba)
- Estadio Reales Tamarindos (Portoviejo)

### Frankrijk
- Palais Omnisports de Paris-Bercy (Parijs)
- Parc des Princes (Parijs)
- Stade Auguste Bonal (Montbéliard)
- Stade Chaban-Delmas (Bordeaux)
- Stade Charléty (Parijs)
- Stade de France (Saint-Denis/Parijs)
- Stade de l'Abbé-Deschamps (Auxerre)
- Stade de l'Aube (Troyes)
- Stade de la Beaujoire (Nantes)
- Stade de la Meinau (Straatsburg)
- Stade de la Mosson (Montpellier)
- Stade de la Route de Lorient (Rennes)
- Stade Municipal du Ray (Nice)
- Stade Félix Bollaert (Lens)
- Stade François Coty (Ajaccio)
- Stade Geoffroy-Guichard (Saint-Étienne)
- Stade Gerland (Lyon)
- Stade Léon-Bollée (Le Mans)
- Stade Lille Métropole (Rijsel)
- Stade Louis II (Monaco)
- Stade Marcel Picot (Nancy)
- Stade Saint-Symphorien (Metz)
- Stade Vélodrome (Marseille)
- Stadium Municipal (Toulouse)

### Griekenland
- Atromitos Stadion (Athene)
- Kaftanzoglio Stadion (Thessaloniki)
- Georgios Karaiskákis Stadion (Piraeus)
- Nea Smyrni Stadion (Athene)
- Neapolis Public (Piraeus)
- Olympisch Stadion (Athene)
- Skoda Xanthi Arena (Xanthi)
- Theodoros Vardinoyannisstadion (Iraklion)
- Toumba Stadion (Thessaloniki)

### Ierland
- Aviva Stadium (Dublin)
- Brandywell Stadium (Derry)
- Croke Park (Dublin)
- Dalymount Park (Dublin)
- Glenmalure Park (Dublin)
- Lansdowne Road (Dublin)
- Strokestown Road Ground (Longford)
- Tolka Park (Dublin)
- Turners Cross Stadium (Cork)

### IJsland
- Akranesvöllur (Akranes)
- Akureyrarvöllur (Akureyri)
- Fylkisvöllur (Reykjavík)
- Grindavíkurvöllur (Grindavík)
- Hlíðarendi (Reykjavík)
- Hásteinsvöllur (Vestmannaeyjar)
- KR-völlur (Reykjavík)
- Kaplakriki (Hafnarfjörður)
- Keflavíkurvöllur (Keflavík)
- Kópavogsvöllur (Kópavogur)
- Laugardalsvöllur (Reykjavík)
- Víkin (Reykjavík)

### Italië
- Delle Alpi (Turijn)
- Stadio Comunale (Turijn)
- San Siro (Milaan)
- Stadio Armando Picchi (Livorno)
- Stadio Artemio Franchi (Florence)
- Stadio Carlo Castellani (Empoli)
- Stadio comunale (Siena)
- Stadio Del Duca (Ascoli Piceno)
- Stadio Ennio Tardini (Parma)
- Stadio Flaminio (Rome)
- Stadio Friuli (Udine)
- Stadio Luigi Ferraris (Genua)
- Stadio Marcantonio Bentegodi (Verona)
- Stadio Olimpico (Rome)
- Stadio Omobone Tenni (Treviso)
- Stadio Oreste Granillo (Reggio Calabria)
- Stadio Renato Dall'Ara (Bologna)
- Stadio Renzo Barbera (Palermo)
- Stadio San Filippo (Messina)
- Stadio Sant'Elia (Cagliari)
- Stadio Via del Mare (Lecce)
- Stadio San Paolo (Napels)

### Japan
- International Stadion (Yokohama)
- Kashima Stadion (Kashima)
- Kobe Wing Stadion (Kobe)
- Miyagi Stadion (Rifu)
- Nagai Stadion (Osaka)
- Niigata Stadion (Niigata)
- Ōitastadion (Ōita)
- Saitama Stadion (Saitama)
- Sapporo Dome (Sapporo)
- Shizuoka Stadion (Fukuroi)

### Kazachstan
- Astana Arena (Nur-Sultan)
- Almatı Ortalıq Stadionı (Almaty)

### Luxemburg
- Stade Achille Hammerel (Luxemburg)
- Stade Alphonse Theis (Hesperange)
- Stade de la Frontière (Esch-sur-Alzette)
- Stade Jos Nosbaum (Dudelange)
- Stade Josy Barthel (Luxemburg)

### Marokko
- Stade d'Agadir (Agadir)
- Stade Cheikh Laaghdef (Laayoune)
- Stade Complexe Sportif (Fez)
- Stade d'Honneur (Oujda)
- Stade de Marrakech (Marrakesh)
- Stade Larbi Zaouli (Casablanca)
- Stade Mohammed V (Casablanca)
- Stade Moulay Abdallah (Rabat)
- Stade Ibn Batouta (Tanger)

### Montenegro
- Stadion Cvijetni Brijeg (Podgorica)
- Gradski Stadion (Berane) (Berane)
- Gradski Stadion (Bijelo Polje) (Bijelo Polje)
- Gradski Stadion (Nikšić) (Nikšić)
- Gradski Stadion (Pljevlja) (Pljevlja)
- Stadion na Koniku (Podgorica)
- Stadion u Lugu (Kolašin)
- Stadion Lugovi (Budva)
- Stadion u Murinu (Murino)
- Stadion Obilića Poljana (Cetinje)
- Stadion u Parku (Tivat)
- Stadion Pod Goricom (Podgorica)
- Stadion Pod Malim Brdom (Petrovac)
- Stadion Pod Racinom (Plav)
- Stadion Pod Vrmcem (Kotor)
- Stadion Prljanije (Andrijevica)
- Stadion u Radanovićima (Radanovici)
- Stadion Solila (Igalo)
- Stadion Topolica (Bar)
- Stadion Trešnjica (Golubovci)
- Stadion Tuško Polje (Tuzi)
- Stadion Zlatica (Podgorica)

### Nederland
- Abe Lenstra Stadion (Heerenveen)
- De Adelaarshorst (Deventer)
- Bingoal Stadion (Den Haag)
- Johan Cruijff ArenA (Amsterdam)
- Cambuurstadion (Leeuwarden)
- De Baandert (Sittard)
- Stadion Het Diekman (Enschede)
- AFAS Stadion (Alkmaar)
- Euroborg (Groningen)
- Fortuna Sittard Stadion (Sittard)
- Stadion Galgenwaard (Utrecht)
- GelreDome (Arnhem)
- De Geusselt (Maastricht)
- Matchoholic Stadion (Dordrecht)
- Stadion Feijenoord 'De Kuip' (Rotterdam)
- Goffertstadion (Nijmegen)
- De Grolsch Veste (Enschede)
- Haarlemstadion (Haarlem)
- Frans Heesenstadion (Oss)
- Sportpark De Heikant (Groesbeek)
- MAC³PARK stadion (Zwolle)
- Jan Louwers Stadion (Eindhoven)
- Kras Stadion (Volendam)
- SolarUnie Stadion (Helmond)
- Herstaco Stadion (Roosendaal)
- De Meer (Amsterdam) (afgebroken)
- Yanmar Stadion (Almere)
- Olympisch stadion (Amsterdam)
- Erve Asito (Almelo)
- Rat Verlegh Stadion (Breda)
- Mandemakers Stadion (Waalwijk)
- BUKO Stadion (Velsen-Zuid)
- Parkstad Limburg Stadion (Kerkrade)
- Philips Stadion (Eindhoven)
- Covebo Stadion - De Koel - (Venlo)
- Spartastadion Het Kasteel (Rotterdam)
- De Vijverberg (Doetinchem)
- Stadion De Vliert ('s-Hertogenbosch)
- De Oude Meerdijk (Emmen)
- Sportpark De Westmaat (Spakenburg)
- Koning Willem II Stadion (Tilburg)
- Van Donge & De Roo Stadion (Rotterdam)

### Noorwegen
- Alfheimstadion (Tromsø)
- Brannstadion (Bergen)
- Color Line Stadion (Ålesund)
- Fredrikstad stadion (Fredrikstad)
- Komplett.no Arena (Sandefjord)
- Lerkendal Stadion (Trondheim)
- Marienlyst stadion (Drammen)
- Nadderud stadion (Bekkestua)
- Skagerak Arena (Skien)
- Sør Arena (Kristiansand)
- Ullevaal Stadion (Oslo)
- Viking stadion (Stavanger)
- Åråsen stadion (Kjeller)

### Oostenrijk
- Bundesstadion Südstadt (Modling)
- ImmoAgenturstadion (Bregenz)
- EM-Stadion Wals-Siezenheim (Salzburg)
- Ernst Happelstadion (Wenen)
- Josko Arena (Ried)
- Franz-Horr-Stadion (Wenen)
- Gerhard Hanappi-Stadion (Wenen)
- Hypo-Arena (Klagenfurt)
- Pappelstadion (Mattersburg)
- Reichshofstadion (Lustenau)
- Tivoli Neu (Innsbruck)
- UPC Arena (Graz)
- voestalpine Stadion (Pasching)

### Peru
- Estadio Max Augustín (Iquitos)
- Estadio Nacional (Lima)
- Estadio San Martín de Porres (Lima)
- Estadio Universidad San Marcos (Lima)

### Polen
- Baltic Arena (Gdańsk)
- GKS Stadion (Bełchatów)
- Nationaal Stadion (Warschau)
- Stadion ŁKS (Łódź)
- Stadion Miejski (Poznań)
- Stadion Miejski (Wrocław)
- Stadion Śląski (Chorzów)
- Stadion Widzewa (Łódź)
- Stadion Wojska Polskiego (Warschau)
- Wisłastadion (Kraków)

### Portugal
- Estádio Algarve (Faro)
- Estádio Cidade de Barcelos (Barcelos)
- Estádio Cidade de Coimbra (Coimbra)
- Estádio Comendador Joaquim de Almeida Freitas (Moreira de Cónegos)
- Estádio da Luz (Lissabon)
- Estádio do Bessa XXI (Porto)
- Estádio do Bonfim (Setúbal)
- Estádio do Dragão (Porto)
- Estádio do Restelo (Lissabon)
- Estádio do Rio Ave FC (Vila do Conde)
- Estádio D. Afonso Henriques (Guimarães)
- Estádio dos Barreiros (Funchal)
- Estádio Dr. Magalhães Pessoa (Leiria)
- Estádio Eng. Rui Alves (Funchal)
- Estádio José Alvalade (Lissabon)
- Estádio Municipal 25 de Abril (Penafiel)
- Estádio Municipal de Aveiro (Aveiro)
- Estádio Municipal de Braga (Braga)
- Estádio Municipal de Coimbra (Coimbra)
- Estádio Nacional (Lissabon)

### Rusland
- Dinamostadion (Moskou)
- Koebanstadion (Krasnodar)
- Lokomotivstadion (Moskou)
- Loezjnikistadion (Moskou)
- Edoeard Streltsovstadion (Moskou)
- Petrovskistadion (Sint-Petersburg)
- Kirovstadion (Sint-Petersburg)
- Satoernstadion (Ramenskoje)
- Troedstadion (Tomsk)
- Zvezdastadion (Perm)

### Schotland
- Almondvale Stadium (Livingston, Livingston FC)
- Caledonian Stadium (Inverness, Inverness CT)
- Celtic Park (Glasgow, Celtic FC)
- Dens Park (Dundee, Dundee FC)
- East End Park (Dunfermline, Dunfermline Athletic)
- Easter Road Stadium (Edinburgh, Hibernian)
- Fir Park (Motherwell, Motherwell FC)
- Firhill Stadium (Glasgow, Partick Thistle FC)
- Hampden Park (Glasgow, Queens Park FC)
- Ibrox Stadium (Glasgow, Rangers FC)
- McDiarmid Park (Perth, St. Johnstone)
- Murrayfield Stadium (Edinburgh, Schots rugbyteam)
- Pittodrie Stadium (Aberdeen, Aberdeen FC)
- Rugby Park (Kilmarnock, Kilmarnock FC)
- St. Mirren Park (Paisley, St. Mirren FC)
- Tannadice Park (Dundee, Dundee United)
- Tynecastle Stadium (Edinburgh, Heart of Midlothian FC)

### Spanje
- Camp Nou (Barcelona)
- Coliseum Alfonso Pérez (Getafe)
- Estadio Anoeta (San Sebastian)
- Estadio Balaídos (Vigo)
- Estadio El Madrigal (Villareal)
- Estadio El Sadar (Pamplona)
- Estadio El Sardinero (Santander)
- Estadio La Romareda (Zaragoza)
- Estadio La Rosaleda (Málaga)
- Estadio Manuel Ruíz de Lopera (Sevilla)
- Estadio Mendizorroza (Vitoria-Gasteiz)
- Estadio Mestalla (Valencia)
- Estadio Metropolitano (Madrid)
- Estadi Olímpic Lluís Companys (Barcelona)
- Estadio Ramon de Carranza (Cádiz)
- Estadio Ramón Sánchez Pizjuán (Sevilla)
- Estadio Riazor (La Coruña)
- Estadio San Mamés (Bilbao)
- Estadio Santiago Bernabéu (Madrid)
- Estadio Son Moix (Palma de Mallorca)
- Estadio Vicente Calderon (Madrid)

### Tsjechië
- Andrův stadion (Olomouc, SK Sigma Olomouc)
- Bazaly (Ostrava, geen)
- Ďolíček (Praag, FC Bohemians 1905 Praag)
- Doosan Arena (Pilsen, FC Viktoria Pilsen)
- FK Viktoriastadion (Praag, FK Viktoria Žižkov)
- Fortuna arena (Praag, SK Slavia Praag)
- Generali Česká pojišťovna Arena (Praag, AC Sparta Praag)
- Letní stadion (Pardubice, FK Pardubice)
- Hostan Aréna (Znojmo, 1. SC Znojmo)
- Stadion Letná (Zlín, FC Zlín)
- Městský fotbalový stadion Miroslava Valenty (Uherské Hradiště, 1. FC Slovácko)
- Městský fotbalový stadion Srbská (Brno, FC Zbrojovka Brno, 1. SC Znojmo)
- Městský stadion Karviná (Karviná, MFK Karviná)
- Městský stadion Mladá Boleslav (Mladá Boleslav, FK Mladá Boleslav)
- Městský stadion v Ostravě-Vítkovicích (Ostrava, FC Baník Ostrava)
- Na Litavce (Příbram, FK Příbram)
- Na Stínadlech (Teplice, FK Teplice)
- Škoda Transportation Arena (Praag, FK Dukla Praag)
- Stadion Evžena Rošického (Praag, geen)
- Stadion Střelnice (Jablonec nad Nisou, FK Jablonec)
- Stadion u Nisy (Liberec, FC Slovan Liberec)
- Stadion v Jiráskově ulici (Jihlava, FC Vysočina Jihlava)
- Strahovstadion (Praag, geen)
- Střelecký ostrov (České Budějovice, SK Dynamo České Budějovice)

### Turkije
- Ali Sami Yenstadion (Istanboel)
- Ankara 19 Mayısstadion (Ankara)
- Antalya Atatürkstadion (Antalya)
- Atatürk Olympisch Stadion (Istanboel)
- BJK Inönüstadion (Istanboel)
- Bursa Atatürkstadion (Bursa)
- Cebeci Inönüstadion (Ankara)
- Denizli Atatürkstadion (Denizli)
- Diyarbakır Atatürkstadion (Diyarbakir)
- Eskişehir Atatürkstadion (Eskişehir)
- Hanefi Mahçiçekstadion (Kahramanmaraş)
- Hüseyin Avni Akerstadion (Trabzon)
- Izmir Alsancakstadion (İzmir)
- Izmir Atatürkstadion (İzmir)
- Izmit Ismetpaşastadion (İzmit)
- Kamil Ocakstadion (Gaziantep)
- Kayseri Atatürkstadion (Kayseri)
- Konya Atatürkstadion (Konya)
- Manisa 19 Mayısstadion (Manisa)
- Recep Tayyip Erdoğanstadion (Istanboel)
- Rize Atatürkstadion (Rize)
- Sivas 4 Eylülstadion (Sivas)
- Sakarya Atatürkstadion (Adapazarı)
- Şükrü Saracoğlustadion (Istanboel)
- Yenikent ASAŞstadion (Ankara)
- Türk Telekom Arena (Istanboel)
- Vodafone Park (Istanboel)

### Venezuela
- Estadio José Pachencho Romero (Maracaibo)

### Verenigd Koninkrijk
- Adams Park, High Wycombe, Wycombe Wanderers FC)
- Alexandra Stadium, Crewe, Crewe Alexandra FC)
- Anfield (Liverpool, Liverpool FC)
- Ashton Gate (Bristol, Bristol City FC)
- Upton Park (Londen, West Ham United)
- Britannia Stadium (Stoke-on-Trent, Stoke City FC)
- Cardiff City Stadium (Cardiff, Cardiff City FC)
- Celtic Park (Glasgow, Celtic FC)
- City of Manchester Stadium (Manchester, Manchester City FC)
- Craven Cottage (Londen, Fulham FC)
- DW Stadium (Wigan, Wigan Athletic FC)
- Eco-Power Stadium (Doncaster, Doncaster Rovers)
- Emirates Stadium (Londen, Arsenal)
- Ewood Park (Blackburn, Blackburn Rovers)
- Falmer Stadium (Brighton & Hove, Brighton & Hove Albion FC)
- Fratton Park (Portsmouth, Portsmouth FC)
- Globe Arena (Morecambe, Morecambe FC)
- Goodison Park (Liverpool, Everton FC)
- Greenhous Meadow (Shrewsbury, Shrewsbury Town FC)
- Griffin Park (Brentford in Londen, Brentford FC)
- Hampden Park (Glasgow, Queens Park FC, Schots voetbalelftal)
- Hillsborough (Sheffield, Sheffield Wednesday)
- Ibrox Stadium (Glasgow, Rangers FC)
- KC Stadium (Hull, Hull City)
- Kenilworth Road (Luton Town FC, Luton)
- Madejski Stadium (Reading, Reading FC)
- Millennium Stadium (Cardiff, Welsh voetbalelftal, Welsh rugbyteam)
- Molineux Stadium (Wolverhampton, Wolverhampton Wanderers FC)
- New Meadow (Shrewsbury), Shrewsbury Town FC)
- Old Trafford (Manchester, Manchester United)
- Pride Park Stadium (Derby, Derby County FC)
- Reebok Stadium (Bolton, Bolton Wanderers FC)
- Rodney Parade (Newport, Newport County AFC)
- Riverside Stadium (Middlesbrough, Middlesbrough FC)
- Selhurst Park (Londen, Crystal Palace FC)
- St. Andrews Stadium (Birmingham, Birmingham City FC)
- St. James' Park (Newcastle, Newcastle United)
- St. Mary's Stadium (Southampton, Southampton FC)
- Stadium MK (Milton Keynes, Milton Keynes Dons)
- Stadium of Light (Sunderland, Sunderland AFC)
- Stamford Bridge (Londen, Chelsea FC)
- The Hawthorns (West Bromwich, West Bromwich Albion)
- The Valley (Londen, Charlton Athletic FC)
- Turf Moor (Burnley, Burnley FC)
- Vale Park (Stoke-on-Trent, Port Vale FC)
- Villa Park (Birmingham, Aston Villa)
- Walkers Stadium (Leicester, Leicester City FC)
- Wembley (Londen, Engels voetbalelftal)
- White Hart Lane (Londen, Tottenham Hotspur)

### Verenigde Staten
- CommunityAmerica Ballpark Kansas City
- Dick's Sporting Goods Park Commerce City, Colorado
- Pizza Hut Park (Frisco)
- Red Bull Arena (Harrison)
- Robert F. Kennedy Memorial Stadium (Washington D.C.)
- Toyota Park (Bridgeview, Illinois)

### Zuid-Afrika
- Ellispark (Johannesburg)
- Groenpuntstadion (Kaapstad)
- Loftus Versfeld Stadion (Pretoria)
- Mbombela Stadion (Nelspruit)
- Moses Mabhida Stadium (Durban)
- Nelson Mandelabaai Stadion (Port Elizabeth)
- Peter Mokaba Stadion (Polokwane)
- Royal Bafokeng Stadion (Rustenburg)
- Soccer City (Johannesburg)
- Vrystaatstadion (Bloemfontein)

### Zuid-Korea
- Bucheon Stadium (Bucheon)
- Busan Asiad Main Stadion (Busan)
- Daegu Blue Arc Stadion (Daegu)
- Daejeon World Cup Stadion (Daejon)
- Guus Hiddinkstadion (Gwangju)
- Gwangyang Stadium (Gwangyang)
- Incheon Munhak Stadion (Incheon)
- Jeju World Cup Stadion (Seogwipo)
- Jeonju World Cup Stadion (Jeonju)
- Munsu Cup Stadion (Ulsan)
- Pohang Stadium (Pohang)
- Seongnam Sports Complex (Seongnam)
- Seoul World Cup Stadion (Seoel)
- Suwon World Cup Stadion (Suwon)

### Zwitserland
- Espenmoos (Sankt Gallen)
- Hardturm (Zürich)
- Stockhorn Arena (Thun)
- Kybunpark (Sankt Gallen)
- Letzigrund (Zürich)
- St. Jakob Park (Bazel)
- Stade de Genève (Genève)
- Stade de Suisse (Bern)
- Stade Juan Antonio Samaranch (Lausanne)
- Stade de la Maladière (Neuchâtel)
- Stade Municipal (Yverdon)
- Stade Olympique de la Pontaise (Lausanne)
- Stadion Allmend (Luzern)
- Stadion Breite (Schaffhausen)
- Stadion Brühl (Grenchen)
- Stadion Brügglifeld (Aarau)
- Stade de Serrières (Neuchâtel)
- Stade de Tourbillon (Sion)
- Stadion Gurzelen (Biel)

## Niet-voetbalstadions

### Australië
- Melbourne Cricket Ground (Melbourne), Cricket, Australisch voetbal
- Docklands Stadium (Melbourne), Australisch voetbal

### Ierland
- Croke Park (Dublin): voor typisch Ierse (Gaelic) sporten

### Italië

#### Oudheid
- Colosseum (Rome)
- Circus Maximus (Rome)

### Nederland
- Wagener-stadion (Amstelveen), Nederlands nationale hockeystadion
- De Scheg (Deventer), Schaatsen
- Thialf (Heerenveen), Schaatsen
- Fanny Blankers-Koen Stadion (Hengelo (Overijssel)), Atletiek
- Stadion Hazelaarweg (Rotterdam), Hockey
- Neptunus familiestadion (Rotterdam), Honkbal
- Olympisch Stadion (Amsterdam), Atletiek, amateurvoetbal
- Omnisport Apeldoorn (Apeldoorn), Volleybal, wielrennen, Atletiek
- MartiniPlaza (Groningen), Basketbal e.a. indoorsporten
- Sportpark Oosterplas ('s-Hertogenbosch), Hockey

### Tsjechië
- Atletický stadion TJ Lokomotiva Olomouc (Olomouc), atletiek en rugby
- ČEZ Aréna (Pilsen), ijshockey
- O2 Arena (Praag), ijshockey
- Tipsport Arena (Liberec), ijshockey
- Tipsport Arena (Praag), ijshockey
- Zimní stadion (Olomouc), ijshockey

### Turkije
- Istanbul Park (Istanboel): voor verscheidene autosporten

### Verenigd Koninkrijk
- Lord's Cricket Ground (Londen): vast stadion van de wereldcricketbond ICC.
- Twickenham Stadium (Londen): vast stadion van het Engels rugbyteam.